# El profesor punk
El profesor punk  es una película cómica argentina, protagonizada por Jorge Porcel, estrenada el 7 de julio de 1988. Es la primera película sin la dupla Alberto Olmedo-Jorge Porcel. Además, tras los títulos lleva una dedicatoria especial a Olmedo, fallecido a inicios de ese mismo año. Desde el título y la promoción se la planteó como una suerte de remake y versión remozada de El profesor hippie, película protagonizada en los años sesenta por Luis Sandrini, pero el argumento no guarda ninguna relación, sino que está más vinculado con las comedias que por esos años protagonizaban Olmedo y Porcel.
Puede decirse que la película marca el final de una época en el cine argentino y fue la última comedia protagonizada por Jorge Porcel. El notorio fracaso del film, tanto comercial como por sus terribles críticas, pondría un punto final al que había sido el ciclo de comedias más exitosas desde la segunda mitad de los años setenta.
En el film se intentó formar otra dupla cómica entre Jorge Porcel y Daniel Fanego, un actor que, al menos hasta ese momento, no tenía experiencia en comedia. Según el mito, fue finalizado el rodaje que la producción comprendió que no había logrado el efecto cómico deseado y decidieron agregar a un comediante de renombre, con Julio De Grazia interpretando a su conocido personaje del superagente Mojarrita, ahora reconvertido en detective privado que tiene a su cargo recuperar unas joyas robadas. Es notable que  Fanego y De Grazia no aparecen juntos en ninguna escena del film y Porcel y De Grazia sólo en la escena final. El argumento tampoco variaría fundamentalmente si se quitara al personaje de De Grazia, todo lo que refuerza la teoría de que la inserción de su personaje fue un agregado posterior. También es revelador el hecho de que un momento que debería ser central en la película (la detención del protagonista) no está filmado sino que el espectador se entera por un comentario dicho casi al pasar por uno de sus alumnos. Esto parece indicar que la escena de la detención fue eliminada porque había sido filmada sin la presencia de Julio De Grazia, lo que resultaba incomprensible tras su incorporación al guion. 
El profesor punk sirvió también como promoción para el acceso a la masividad de la (por entonces) nueva banda de reggae argentina Los Pericos.

## Sinopsis
Amadeo Pancurulo (Jorge Porcel), un profesor de música muy especial, viaja a una estancia con sus alumnos y otros profesores para un campamento. Allí ocurrirán todo tipo de enredos; entre ellos, Pancurulo será detenido tras ser acusado injustamente de robar unas joyas.

## Reparto
- Jorge Porcel ... Profesor Amadeo Pancurulo/Profesor Punk
- Julio de Grazia ... Inspector Mojarrita
- Daniel Fanego ... Profesor Daniel
- Silvia Pérez ... Profesora Silvia
- Beatriz Salomón ... Profesora Amapola
- Adolfo García Grau ... Severino Pataleta, director del colegio
- María Carreras ... Teresa, sobrina de Pan
- Marisa Carreras ... Alumna Valeria
- Victoria Carreras ... Alumna Gabriela
- Fernando Lúpiz ... Profesor Valdés
- Pablo Codevila ... Delincuente Petrucelli
- Mario Sánchez ... Varela, capataz de El Lobizón
- Pablo Novak ... Alumno Daniel Navarro
- Marisa Andino ... Alumna Adriana
- Diego Torres ... Alumno Diego
- Juan Gabriel Altavista ... Alumno Beto Aguilar
- Omar Lefosse ... Alumno Cacho Avellaneda
- Pablo Machado ... Alumno Coco Fernández
- Juan Ignacio Machado ... Alumno
- Marcos Grau ... Alumno
- Marcelo Taibo ... Alumno
- Mariana Caccia ... Alumna
- María Mercedes Sosa ... Alumna
- Alejandro Fiore ... Alumno
- Horacio Taicher ... "Chicato", compañero del Inspector Mojarrita
- Néstor Robles ... Delincuente Giovaninni
- Luis Corradi ... Smith Smith, jefe de la compañía de seguros
- Zulma Grey ... Alumna de canto de Pancurulo
- Aurora del Mar ... Doña Aurora
- Marcos Woinski ... Compañero de celda de Pancurulo
- Miguel Habud ... Comisario
- Marcelo Grau... Ricardo, novio de Teresa
- Coco Álvarez